# Вартенслебен, Герман Вильгельм
Граф Герман Вильгельм Людвиг Александр Карл Фридрих фон Вартенслебен-Каров (нем. Hermann Ludwig von Wartensleben; 17 октября 1826, Берлин — 9 марта 1921, Гентин, Саксония) — прусский генерал от кавалерии, командор провинциального саксонского отделения ордена Иоаннитов.

## Биография
Герман Людвиг происходил из магдебургского рода фон Вартенслебенов, родился в семье Густава Людвига графа фон Вартенслебена (1796—1886), прусского камергера, генерал-лейтенанта в отставке и лорда Карова, и его жены Елизаветы Леопольдины Генриетты Каролины Ренаты Агнес, урожденной фон Гольдбек унд Рейнхард (1803—1869). Его брат Людвиг фон Вартенслебен (1831—1926) был членом прусской палаты лордов.

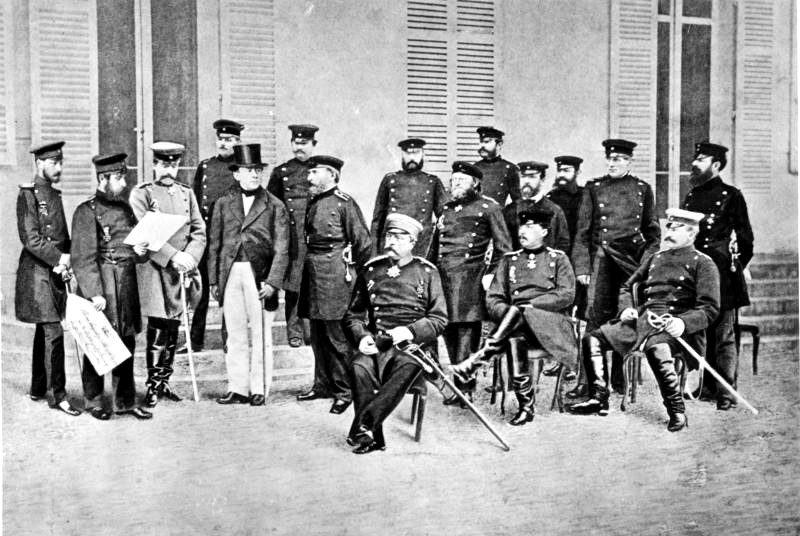
Вартенслебен (крайний слева) во время франко-прусской войны в 1871 году, прусский штаб в Версале.

Как и его отец в молодости, Вартенслебен с апреля 1838 года по осень 1841 года посещал Рыцарскую академию в Бранденбурге, а затем Французскую гимназию в Берлине. С сентября 1844 года по конец марта 1846 года Вартенслебен изучал право в Берлинском университете, затем в Гейдельбергском университете, в 1848—1850 годах работал слушателем в Гентине. В 1846 году стал членом Саксо-Борусского корпуса Гейдельберга.
Однако одновременно он проходил военную службу с 1 октября 1844 года в качестве одногодичника-доброволеца во 2-м эскадроне 2-го гвардейского ландвер-уланенского полка и был уволен в запас 30 сентября 1845 года в чине унтер-офицера. Затем поступил на действительную военную службу 14 сентября 1848 года в чине второго лейтенанта кавалерии во II батальон 26-го ландверного полка в Бурге, в следующем году был переведён в 7-й кирасирский полк, а 18 января 1850 года был окончательно принят на службу. С 1853 по 1856 год Вартенслебен учился в Прусской военной академии. После возвращения он сначала служил полковым адъютантом, а в июне 1857 года был прикомандирован к Топографическому бюро в Берлине. В 1858 году был переведён в Генеральный штаб в чине премьер-лейтенанта и в том же году произведён в капитаны. В 1860 году он поступил на службу в 1-ю гвардейскую дивизию в качестве офицера Генерального штаба. В 1861 году был произведён в майоры и переведён в 3-й Бранденбургский гусарский полк на должность командира эскадрона. После перевода в Генеральный штаб в 1863 году участвовал в германо-датской войне 1864 года, оставаясь в Генеральном штабе верховного командования герцогства Эльба до апреля 1866 года.
В австро-прусско-итальянской войне 1866 года служил в Большом штабе. Дальнейшие ступени его военной карьеры — в 1868 году в чине подполковника начальник отдела в генеральном штабе, в 1869 году — полковник и командир 12-го Бранденбургского драгунского полка.
В 1870 году, после начала франко-прусской войны, был назначен главным квартирмейстером I армии на время манёвров, с которой участвовал в сражениях при Шпихерне, Коломбей-Нуйльи, Гравелотте, Амьене и Галлю. Также принимал участие в осаде Меца, а позже перешёл в Южную армию в качестве начальника штаба. После окончания войны вновь стал начальником отдела в Генеральном штабе, а в 1872 году возглавил отдел военной истории и одновременно стал редактором издания Генерального штаба о франко-прусской войне.
В 1873 году Вартенслебен был произведён в генерал-майоры. В 1878 году был назначен комендантом Берлина и одновременно на него были возложены обязанности начальника сухопутной жандармерии. Получив 1 ноября 1879 года звание генерал-лейтенанта, в следующем году он стал командиром 17-й дивизии. В октябре 1884 года он возглавил III армейский корпус в качестве командующего генерала, а в 1886 году получил звание генерала кавалерии.
12 июля 1888 года вышел в отставку и удалился в своё имение Каров близ Гентина. В 1903 году он был назначен пожизненным членом прусской палаты лордов.

## Награды
- Австрийский Императорский орден Леопольда рыцарский крест с военными украшениями (1864, Австро-Венгрия)
- Орден «Pour le Mérite» с дубовыми листьями (19 января 1873, королевство Пруссия)
- Орден Вендской короны большой крест с короной в золоте (9 марта 1882, великие герцогства Мекленбург-Шверин и Мекленбург-Стрелиц)
- Орден Короны 1-го класса (20 анваря 1884, королевство Пруссия)
- Орден Красного орла большой крест с дубовыми листьями и мечами (12 июля 1888, королевство Пруссия)
- Орден Чёрного орла (1 октября 1894, королевство Пруссия)

## Семья
Вартенслебен женился на Агнес фон Подбельски (1846—1896), дочери прусского генерала кавалерии Теофила фон Подбельски и его жены Агнес фон Ягов, в Берлине 16 мая 1866 года. От этого брака родились один сын и три дочери, в том числе:
- Агнес (1867—1869)
- Элизабет Агнес (1869—1946)
- Фридрих-Вильгельм (1873—1954), майор[6] 3-го уланского полка «Император Александр II Российский» (1-й Бранденбургский)